# معركة دلس (1844)
معركة دلس في ماي 1844م شملت أرجاء شرق مدينة الجزائر إلى غاية مرتفعات دلس في منطقة القبائل.

## احتلال منطقة القبائل
قرر الجنرال بيجو اقتحام منطقة القبائل في سنة 1844م مباشرة بعد تعيينه كحاكم عام فرنسي على الجزائر · .
وكان ينتظر أي مبرر لنقض الهدنة مع الزواوة بقيادة الخليفة أحمد بن سالم الذين كانوا يهيمون على الضفة الشرقية من واد سيباو · .
وكانت منطقة بغلية تمثل النقطة الرخوة التي يمكن عبورها لضيق واد سيباو بها، فكان مخطط الجنرال بيجو يركز عليها أثناء التحضير للهجوم على دلس والقبائل الكبرى · .

## المعركة

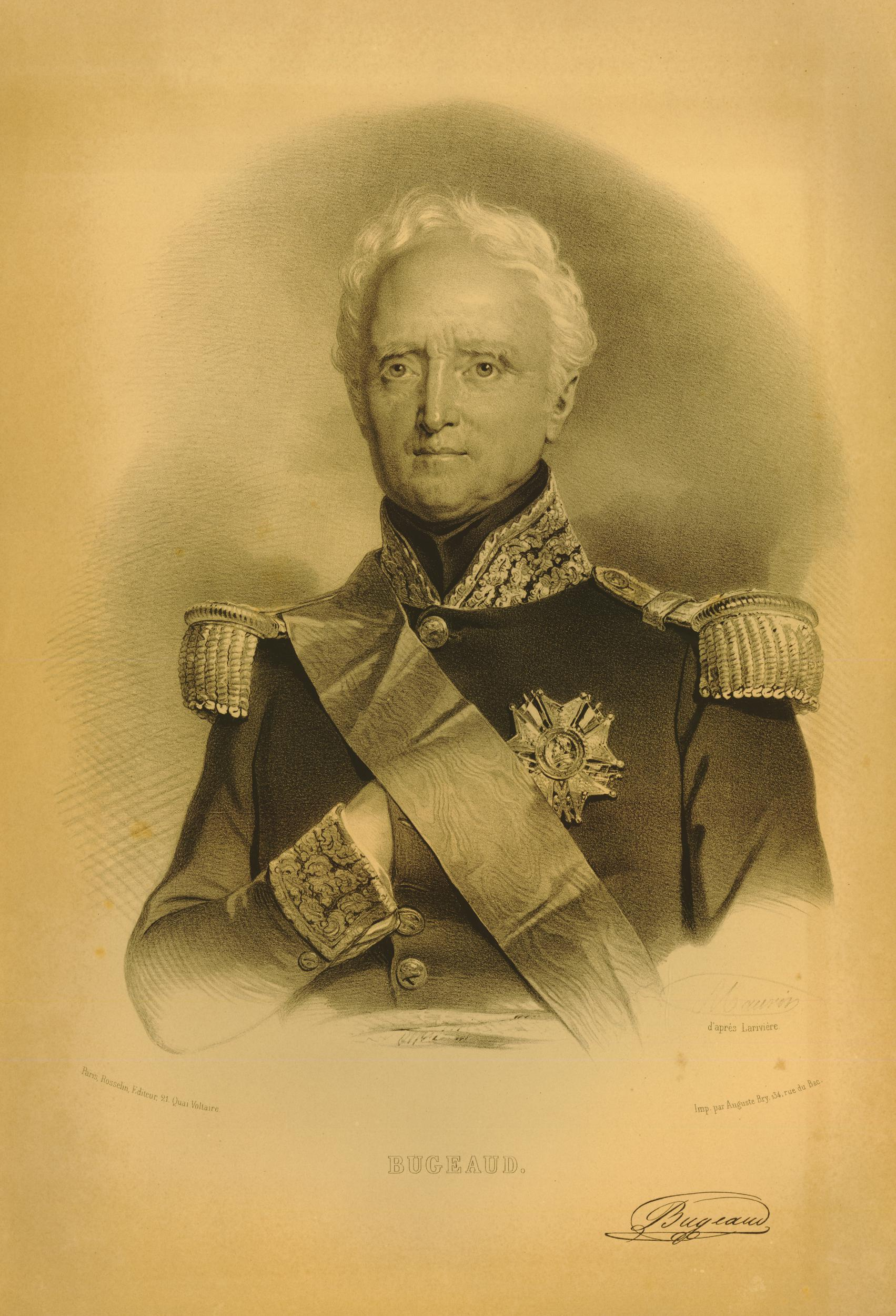
الجنرال بيجو

قام المقاومون الزواوة بقيادة الخليفة أحمد بن سالم في مطلع سنة 1844م بالهجوم على الفرنسيين في منطقة دلس.
فتم استقدام المدد بقيادة «العقيد كومان» من مدينة الجزائر عبر البحر الأبيض المتوسط للهجوم على مدينة دلس في شهر ماي 1844م للاستحواذ عليها وتخليصها من سلطة «أحمد بن سالم».
والتحق أثناء ذلك 589 جنديا من الفوج الأول من المشاة الجزائريين بمنطقة دلس بعد أن كانوا قد انطلقوا من الحراش بتاريخ 26 أفريل 1844م ليصلوا إلى ساحة المعركة في يوم 8 ماي 1844م.
وكان قائد مدينة دلس هو «عبد الرحمن بن سالم» الذي هو عم الخليفة «أحمد بن سالم».
فقام «العقيد كومان» باستكشاف الساحل الشرقي لمدينة دلس مع قواته إلى بُعد أكثر من 8 أميال في منطقة قبائل فليسة البحر، وكان ى يحرق ويثدمر كل ما يجده أمامه من أشجار وبيوت دون أن يجد مقاومة شرسة وكبيرة.
وجاء هذا الهجوم بقرار من الحاكم العام للجزائر آنذاك الجنرال بيجو من أجل التوغل إلى قلب منطقة «قبائل فليسة» التي كانت قد بايعت الأمير عبد القادر من قبل.
وبعد معركة حامية الوطيس بين الفرنسيين والمقاومين، تم احتلال مدينة دلس في يوم 7 ماي 1844م ونزعها من نفوذ «أحمد بن سالم».
لكن المقاومين الجزائريين عاودوا مناوشة الفرنسيين في يوم 12 ماي 1844م خارج مدينة دلس، واستمرت المعركة إلى غاية انهزام الجزائريون.
ثم جمع «العقيد كومان» قواته وقرر التوغل في مرتفعات فليسة البحر بواسطة أربع كتائب من المشاة ومدفعين مقطورَيْن، أين اشتبك في يوم 17 ماي 1844م مع الأهالي الذين كانوا يطلقون الرصاص على جنوده.

## الحصيلة
كانت حصيلة خسائر الفرنسيين ثقيلة، حيث تمثلت في حوالي 50 قتيلا و170 جريحا، من بينهم 25 ضابط صف و17 ضابطا، أما خسائر الزواوة فقد تراوحت حول تعداد 600 قتيلا.
وبعد بلوغ أخبار المعركة إلى مدينة الجزائر في مساء 19 ماي 1844م، قام الجنرال بيجو بإرسال أربع كتائب قادمة من المغرب قوامها 2.000 جندي فرنسي لدعم 1.500 جندي آخرين كانوا في منطقة دلس يقودهم «العقيد كومان».
ثم التحق الجنرال بيجو بمنطقة دلس لتنطلق المعارك من جديد في 23 و24 ماي 1844م.

## استمرار المقاومة
إلا أن الخليفة «أحمد بن سالم» أعاد تشجيع المقاتلين الزواوة ليعاودوا الهجوم على دلس أين أحرزوا انتصارا جزئيا على قوات «العقيد كومان» بعد يوم 24 ماي 1844م.
وقرر أحمد بن سالم معاودة الهجوم على اتلفرنسيين في دلس ابتداء من 21 سبتمبر 1844م · .